# 大英産業
大英産業株式会社（だいえいさんぎょう）は、北九州市八幡西区に本社をおく不動産会社である。

## 概要
北九州都市圏を中心とした九州・山口地方において、「サンパーク」シリーズのマンションや戸建て住宅の開発分譲、中古住宅販売、住宅リフォーム等の事業を手がけている。住宅流通新報社調べによる九州地方の住宅販売戸数では、2015年上半期は1位、2017年上半期は1位、2018年上半期は穴吹興産と第一交通産業に次いで3位となるなど、同地方で上位に位置している。
1968年（昭和43年）11月に大英建設工業株式会社として創業し、翌年の1969年（昭和44年）11月に大英産業株式会社に社名を変更。分譲マンション事業には1986年（昭和61年）に参入し、2002年（平成14年）には当時市内に分譲マンションが1棟もなかった鹿児島県川内市においてマンションを開発し福岡県外での分譲事業を開始した。
2015年（平成27年）時点の従業員数は285人で、福岡県と山口県に住宅売買の相談拠点を5店舗開設している。

## 沿革
- 1968年（昭和43年）11月28日 - 大英建設工業株式会社として設立[1]。
- 1969年（昭和44年）11月28日 - 大英産業株式会社に商号変更。
- 1986年（昭和61年）7月 - 「サンパーク」シリーズの分譲マンション開発に参入[1]。
- 2003年（平成15年）5月 - 中古物件販売、不動産仲介業に参入。
- 2004年（平成16年）5月 - リフォーム事業に参入。
- 2009年（平成21年）1月 - 分譲戸建住宅事業に参入。
- 2011年（平成22年）6月 - マンション管理会社「株式会社リビングサポート」を設立。
- 2015年（平成27年）6月 - 熊本支店を開設。
- 2016年（平成28年）9月 - 福岡支店を開設。
- 2017年（平成29年）12月 - 株式会社大英工務店を設立。
- 2019年（令和元年）6月 - 福岡証券取引所本則市場に上場。

## 連結子会社
- 株式会社リビングサポート - マンション管理会社。2011年（平成22年）6月に設立。